# Trikonásana

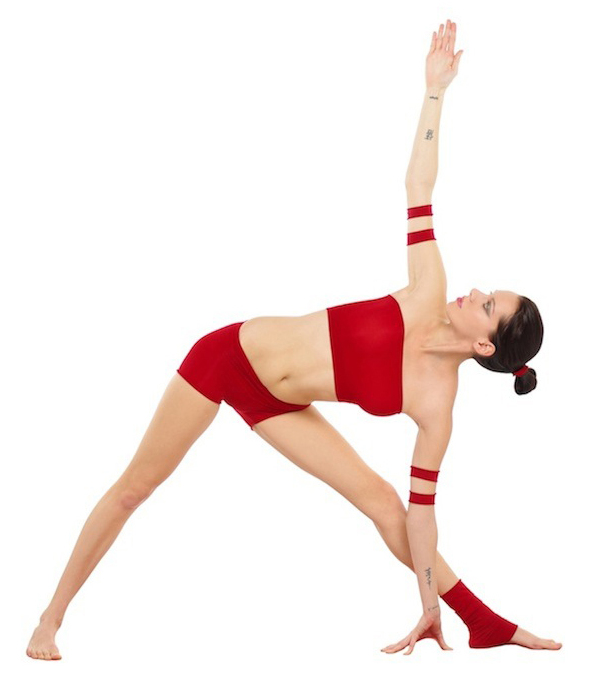
Trikonásana (trojúhelník)

Trikonásana ((त्रिकोणासन) neboli „trojúhelník“ je jednou z ásan.

## Etymologie
Název pochází ze sanskrtského slova trikona (त्रिकोणासन) trojúhelník a asana (आसन) posed/pozice.

## Popis
- vstupní pozicí je stoj rozkročný, s nádechem rozpažit obě ruce
- úklon vpravo (čistě do boku ne zády), pravá ruka se dotýká nohy co nejníže (lýtkovou kost, nártu, před nebo za chodidlo příp. na kostičku), levá míří rovně vzhůru, pohled do horní dlaně, kontrola postavení kyčlí – otevírají se kyčle, nikoliv horní bok. Horní bok nadá dolů k podložce, kontrola rovných zad, tj. nevidíme si na břicho, kontrola paží (jedna přímka), vytahovat se za horní rukou
- s nádechem se vrátit do stoje a provést na druhou stranu.